# Sojuz TMA-11
Sojuz TMA-11 je ruská kosmická loď řady Sojuz. Letěla k Mezinárodní vesmírné stanici (ISS), kam dopravila dva členy Expedice 16 a prvního malajsijského kosmonauta Sheikha Muszaphara Shukora. U ISS zůstala připojena od října 2007 jako záchranná loď. V dubnu 2008 přistála v Kazachstánu s Malenčenkem, Whitsonovou a prvním jihokorejským občanem ve vesmíru, studentkou I So-jon.

## Posádka

### Členové posádky ISS Expedice 16
- Jurij I. Malenčenko (4), velitel, CPK
- Peggy A. Whitsonová (2), palubní inženýr, NASA

### Pouze start
- Sheikh Muszaphar Shukor (1), první malajsijský kosmonaut (přistál v kosmické lodi Sojuz TMA-10)[1][2]

### Pouze přistání
- I So-jon (1), první jihokorejský občan ve vesmíru (startovala v kosmické lodi Sojuz TMA-12) [3][4]

V závorkách je uveden dosavadní počet letů do vesmíru včetně této mise.

### Záložní posádka
- Saližan Šaripov, velitel, CPK
- Michael Fincke, palubní inženýr, NASA
- Faiz Khaleed, malajsijský občan

## Popis mise
Start mise se uskutečnil 10. října 2007 z kosmodromu Bajkonur v Kazachstánu. Připojení k ISS proběhlo v pátek 12. října 2007. Členové Expedice 16 nahradili na palubě ISS ruské kosmonauty Fjodora Nikolajeviče Jurčichina a Olega Valerijoviče Kotova, kteří na ISS pobývali přibližně půl roku. Šejch Mustafa Šuchor al Masrie se po několikadenním pobytu na ISS vrátil společně s Kotovem a Jurčichinem na Zem pomocí lodi Sojuz TMA-10.

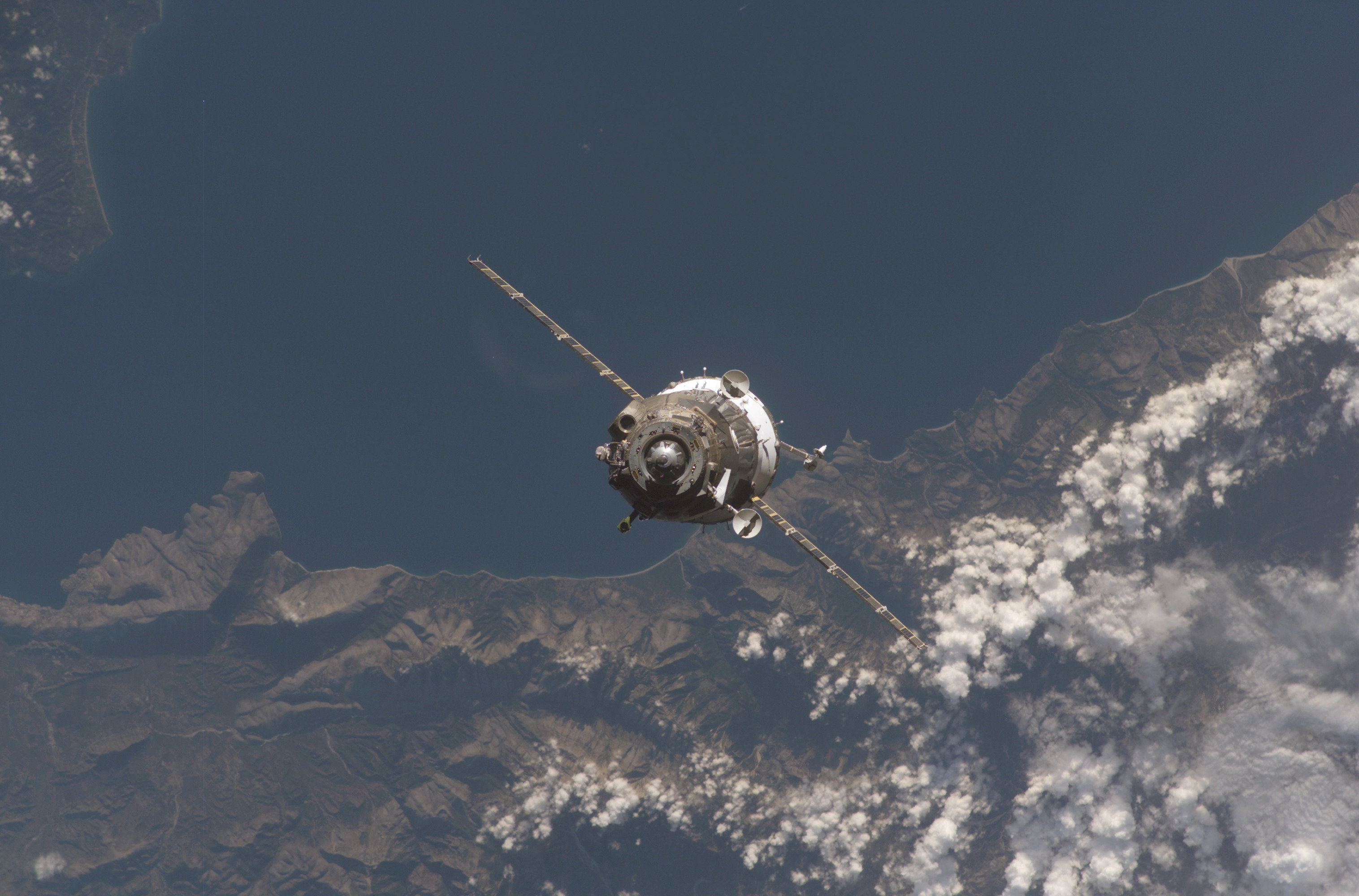
Sojuz TMA-11 přibližující se ke stanici ISS

Třetí člen dlouhodobé posádky Clayton Anderson zůstal na ISS až do další mise raketoplánu Discovery (STS-120).

### Přistání
Transportní kosmická loď Sojuz TMA-11 se s posádkou Jurij Malenčenko, Peggy Whitsonová a I So-jon oddělila od stanice ISS 19. dubna 2008 v 5:03 UTC. Po brzdícím manévru před vstupem do atmosféry se musí od návratového modulu oddělit přístrojová a obytná sekce. Přístrojová sekce se však kvůli selhání pyropatron od návratového modulu neoddělila a celý komplex vstoupil v 8:07 UTC do atmosféry, ovšem nesprávně orientován (neletěl s tepelným štítem dopředu). Vlivem termodynamických sil se nakonec přístrojová sekce oddělila (žárem se přepálily trubky propojující kabinu s přístrojovou sekcí), návratový modul se přeorientoval do správné polohy – díky vyvážení to udělá samovolně. Sestupová dráha se však změnila na podstatně strmější balistickou. Podle Whitsonové přetížení při přistání přesahovalo 8,2 G, Rusové později oznámili, že se dokonce blížilo 10 G. V 8:13 začal pracovat padákový systém a v 8:29:44 UTC loď přistála v kazašské stepi 428 km západně od předpokládaného místa přistání. Posádka tak zažila totéž co kosmonaut Volynov v Sojuzu 5 v lednu 1969, naštěstí pro posádku (i předchozí TMA-10) po letu Volynova sověti přidali další ablativní vrstvy na příď Sojuzu, aby byl bezpečnější, pokud by se situace opakovala. V průběhu následujících 30 let k ničemu podobnému nedošlo, ke cti Rusů nikdo ochranu a váhu navíc neodstranil, což posádkám TMA-10 a 11 zachránilo život. Velkým průšvihem Rusů bylo, že po nouzovém přistání Sojuzu TMA-10 (na jehož palubě nebyl astronaut z NASA nebo ESA) celou událost před svými partnery zatajili a bagatelizovali jako chybu softwaru. Teprve po přistání TMA-11 vypukl skandál, že potenciálně smrtelně nebezpečná událost nebyla oznámena. Rusové museli na ISS provést nouzový výstup Volkova a Kononěnka, kteří ze Sojuzu TMA-12 jednu patronu z vadné série demontovali k pozemním testům. Pyropatrona jako výbušné zařízení je nebezpečná a manipulovat s ní může jen školený pyrotechnik, na ISS ho museli zastoupit kosmonauti, dobře si vědomi toho, že je malé, ale reálné riziko, že pyropatrona při manipulaci vybuchne a střepiny poškodí skafandr kosmonauta a ten zahyne. Výstup dopadl dobře, pyropatrona uzavřená v pevné ocelové krabici na vzorky putovala do Sojuzu. Volkov, Kononěnko a americký turista Garriott se pak při návratu v Sojuzu TMA-12 (protože jiný Sojuz nemohl být včas připraven) modlili, aby nedošlo ke stejnému nebo ještě horšímu problému. NASA byla ruským chováním (které mnohokrát kritizovala už v 90. letech při letech Američanů na Mir) znechucena do té míry, že s Ruskem se do dalších programů nepočítá – nejsou spolehlivý partner. Korejská kosmonautka I So-Jon z balistického přistání nevyvázla bez úhony – pochroumala si záda, nápravu zajistila až operace.